# František Wallis z Karighmainu
František z Wallisu (německy Franz von Wallis, 28. května 1769 – 22. května 1794, Tournai) byl rakouský šlechtic a císařský důstojník z původně irského rodu Wallisů z Karighmainu. 

## Život
Narodil se jako mladší syn hraběte Františka Arnošta a jeho manželky hraběnky Marie Maxmiliany ze Schaffgotsche.
V mladém věku vstoupil do císařské armády a již ve věku 22 let dosáhl hodnosti majora Pěšího pluku č. 11, jehož majitelem byl Františkův strýc hrabě Michael Jan Ignác z Wallisu. 
Se svým plukem táhl v roce 1794 proti francouzským vzbouřencům a dne 22. května téhož roku padl v bitvě u Tournay.